# Lee Harley
Lee Harley (sinh ngày 7 tháng 7 năm 1967) là một cầu thủ bóng đá người Anh, từng thi đấu ở vị trí tiền đạo tại Football League cho Chester City.